# Innhavet
Innhavet est une localité du comté de Nordland, en Norvège.

## Géographie
Administrativement, Innhavet fait partie de la kommune de Hamarøy.